# Nymphon japonicum
Nymphon japonicum is een zeespin uit de familie Nymphonidae. De soort behoort tot het geslacht Nymphon. Nymphon japonicum werd in 1891 voor het eerst wetenschappelijk beschreven door Ortmann. 